# South Kensington
South Kensington – dzielnica Londynu, położona w środkowej części miasta, na terenie gminy Royal Borough of Kensington and Chelsea. W jej granicach znajdują się trzy wielkie londyńskie muzea: Muzeum Historii Naturalnej, Muzeum Nauki i Muzeum Wiktorii i Alberta. W rejonie tym mieszka dużo ludności francuskiej, hiszpańskiej i włoskiej.
Mieści się tutaj stacja  linii metra South Kensington.